# 杰西·簡
杰西·簡（英語：Jesse Jane，1980年7月16日—2024年1月24日） ，原名辛迪·泰勒，出生在沃思堡，是一名美國色情女演員。

## 早年
杰西·簡年幼時在位於美國中西部不同的軍事基地生活過。她曾經接受大量舞蹈訓練，並且在其位於羅斯希爾的高中母校擔任過競技啦啦隊代表隊。其後，她畢業於摩爾的高中。

## 生涯
當杰西·簡看過泰拉·派翠克撰寫的文章後，得知她是在色情片製作公司數碼遊樂場工作的。其後，她與數碼遊樂場取得聯繫，並迅速簽訂合約。她首次場景是與得妏合作。短短數月內，她贏得在Showtime頻道《家族生意》的演出合約。其後，她在得克萨斯州的金屬樂隊Desensitized》的第一主打單曲《Step Up》中有演出。她稱Drowning Pool是自己最愛的一支樂隊之一。
杰西·簡與數碼遊樂場的合約演員得妏和蒂甘·普雷斯利參與網上直播的成人產業脱口秀，節目圍繞著成人產業的流言和色情演員嘉賓，以及主持人與觀眾的互動。其後，她在HBO連續劇《我家也有大明星》第二季度第九集中客串演出。
2006年3月，她與克絲汀·普萊斯成為花花公子電視的直播節目《暗夜來電》的主持人。此外，她亦是花花公子電視的另一個節目《淫亂業餘家庭影片》的主持人。2006年7月25日，她在《傑·雷諾今夜秀》中承認自己原名叫作辛地（Cindy），並透露現正在猫头鹰餐厅工作。接著，她所拍攝的成人雜誌封面便出現在螢光幕上。她亦曾參演情色電影《海盗》。
自2007年1月起，她便擔任成人雜誌《親愛的》（法語：Chéri）的性專欄作家。與此同時，《纽约时报》的一篇文章指她打算重新再做一次豐胸手術，努力改善其在高清影片中的外表。同年，她成為澳洲男性雜誌《拉爾夫》的性專欄作家，負責向讀者回答有關性與約會的問題。
2009年，她參演真人實境秀《壞女孩俱樂部》。同年，在CNBC電視頻道的紀錄片《色情：快樂的行業》的最後10分鐘，詳細描述其生涯和色情業界以外的生活。

## 私生活
2000年，杰西·誕下了一名男嬰。2007年，她表示已經與色情演員里克·帕特里克（Rick Patrick）結婚。他們居住在奧克拉荷馬市。
杰西·簡形容自己是雙性戀。2004年，她在《霍華·史坦秀》中透露由於患上子宮頸癌而切除了子宮。
2024年1月24日，杰西·簡與她的男朋友布雷特·哈森穆勒（Brett Hasenmuller）被發現陳屍位於奧克拉荷馬州摩爾的家中，死因為吸毒過量。享年43歲。

## 獎項

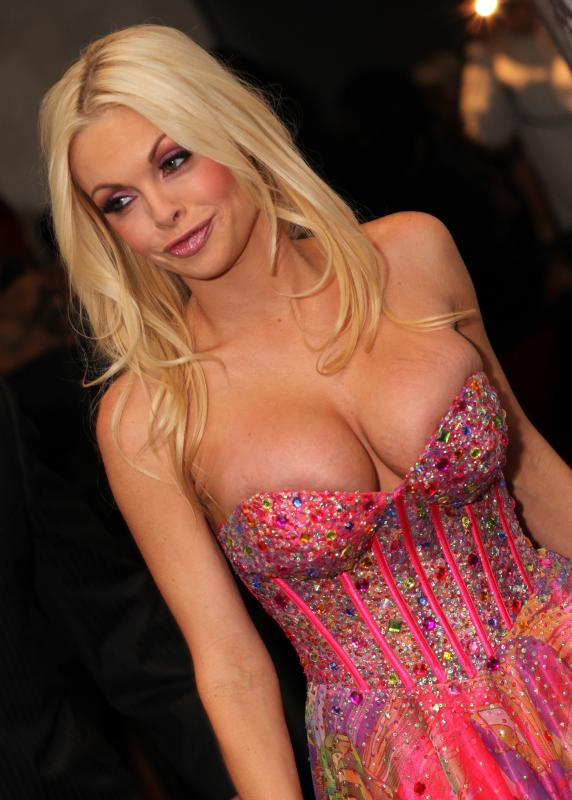
簡於2013年

- 2003 夜遊成人娛樂獎（Nightmoves Entertainment Award） - 編輯票選最佳新晉小女星[17]
- 2004 維納斯獎（Venus Award） - 最佳美國女演員[18]
- 2004 德爾塔獎（Delta di Venere Award） -最佳美國女演員[19]
- 2006 成人影帶新聞獎 – 最佳全女性性愛場景（視頻）[20]
- 2006 夜遊成人娛樂獎（Nightmoves Entertainment Award） - 編輯票選最佳女演員[21]
- 2006 福克斯獎（FOXE Award） - 最受支持者喜愛女性[22]
- 2006 斯堪的納維亞成人獎（Scandinavian Adult Awards） - 最佳銷售量的國際明星[23]
- 2007 成人影帶新聞獎 – 最佳全女性性愛場景（視頻）[24]
- 2007 成人媒體與娛樂支持者獎（英语：Fans of Adult Media and Entertainment Award） – 最火辣身體[25]
- 2007 脫衣舞女獎（Exotic Dancer Awards） - 年度成人電影特色演員[26]
- 2007 維納斯獎（Venus Award） - 最佳美國女演員[27]
- 2008 成人媒體與娛樂支持者獎 – 最火辣身體[28]
- 2008 埃琳獎（Medien eLINE Award） - 最佳美國女演員[29]
- 2009 成人影帶新聞獎 – 最佳全女性群交場景[30]
- 2009 成人媒體與娛樂支持者獎（F.A.M.E. Award） – 最火辣身體[31]
- 2009 熱棕櫚獎（英语：Hot d'Or） – 最佳美國女演員[32]
- 2011 成人影帶新聞獎 – 最佳全女性群交場景
- 2011 成人影帶新聞獎 – 最大膽的性愛場景（粉絲票選）
- 2012 成人影帶新聞獎 -  最佳女配角
- 2012 Adultex Award – 最佳演員
- 2012 夜遊成人娛樂獎 - 最佳女演員 （粉絲票選）
- 2012 成人電影評論家組織獎名人堂（英语：XRCO Hall of Fame）
- 2013 成人影帶新聞獎名人堂（英语：List of members of the AVN Hall of Fame）
- 2013 成人產業獎（英语：XBIZ award） - 最佳全女性愛場景
- 2014 成人產業獎 - 最佳場景（劇情片）

## 外部連結
- 官方网站
- Jesse Jane在互联网电影资料库（IMDb）上的資料（英文）
- Jesse Jane在網際網路成人電影資料庫
- 成人電影資料庫上Jesse Jane的资料（英文）
- 2008 FAME Awards hosting bio
- Michael Varhola. . Clerisy Press. 2011: 26–27. ISBN 978-1-57860-459-3.
- （英文）Jesse Jane interview on Adversus
- （英文）Jesse Jane interview
- （英文）Biography from Jesse Jane's official website
- （英文）DP Tonight.com （页面存档备份，存于）
- （英文）Jesse Jane's Naughty Amateur Home Videos site on Playboy TV